# Elektroencefalograf

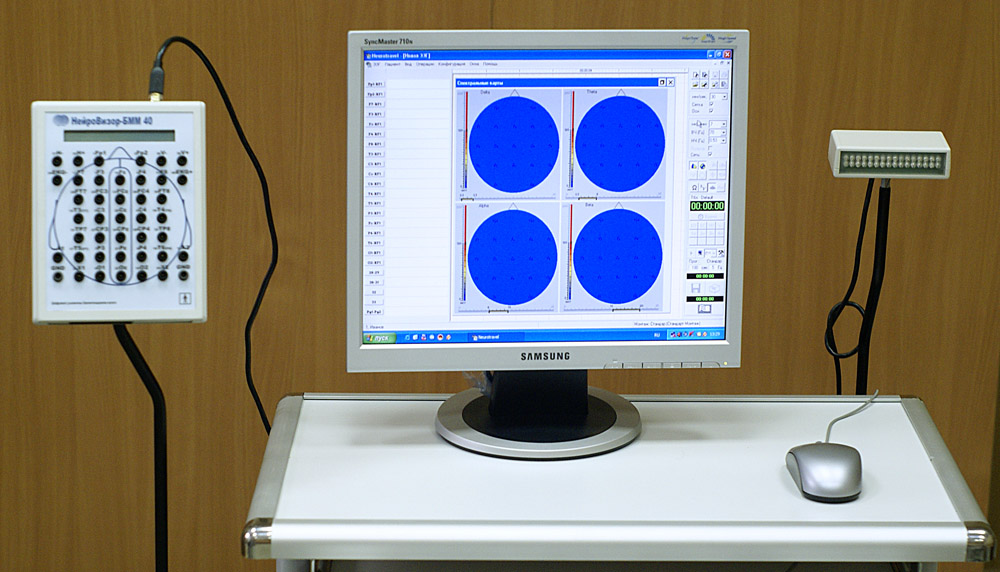
Komputerowy elektroencefalograf Neurovisor-BMM 40

Elektroencefalograf – urządzenie wykorzystywane w elektroencefalografii (EEG); rejestruje zespół słabych sygnałów elektrycznych zapisanych jednocześnie w różnych punktach skóry głowy. Sygnały te wyrażają rytmy i fazy zwane także falami mózgowymi. Są to drgania elektryczne w miarę regularne o częstotliwości, która nie przekracza 0,5–35 Hz. Informują one o rozmieszczeniu źródeł fal elektromagnetycznych wewnątrz mózgu.
Zależności między wykresami pozwalają scharakteryzować fale mózgowe, a interpretację wykorzystać do celów diagnostycznych przez porównanie aktywności mózgu normalnej z patologiczną.